# Rättskälla
Med rättskälla avses de skrivna och oskrivna källor som anger rättssystemets uppbyggnad. Den främsta rättskällan är den skrivna lagen, kompletterad av förordningar och andra författningar. Bland övriga rättskällor finns domstolars avgöranden (rättspraxis), sedvänja (sedvanerätt), lagars förarbeten och rättsvetenskaplig facklitteratur (doktrin) samt allmänna rättsgrundsatser. Hur dessa skall bedömas i förhållande till varandra har ibland varit uppe till rättsvetenskaplig debatt och den betydelse de ges kan vara olika på olika rättsområden.